# Dans un miroir, obscur

Dans un miroir, obscur (titre norvégien original :  I et speil, i en gåte) est un roman philosophique de Jostein Gaarder publié aux Éditions du Seuil le 2 septembre 1998.

## Résumé
Cécilie, huit ans, est atteinte d'une maladie incurable et oscille entre veille et sommeil. Le soir de Noël, un ange apparaît dans sa chambre. Ariel propose un pacte avec la fillette : si elle lui explique ce qu'est un être humain, il lui révèlerait les secrets célestes, la vie éternelle, l'envers du miroir.

## Thème
Le thème parle du sens de la vie et de la mort. Ariel explique vraiment ce qu'est un ange ; qu'il n'a pas de sens, ni de pensée, qu'il ne ment pas, etc. Il révèle aussi que Dieu n'est pas toujours tout-puissant. Grâce à lui, Cécilie a pu passer de l'autre côté du miroir après sa mort.